# Contea di Polk (Oregon)
La contea di Polk (in inglese Polk County) è una contea dello Stato dell'Oregon, negli Stati Uniti. La popolazione al censimento del 2000 era di 62 380 abitanti. Il capoluogo di contea è Dallas.

## Geografia
La contea si trova nel nord-ovest dello Stato. Si colloca nel centro della Willamette Valley. Il confine est è costituito dal fiume Willamette, mentre a ovest si estende la Catena Costiera Pacifica. A Monmouth ha sede la Western Oregon University.
Nella contea si trova parte del parco nazionale di Siuslaw.

### Contee confinanti
- Contea di Yamhill - nord
- Contea di Marion - est
- Contea di Linn - sud-est
- Contea di Benton - sud
- Contea di Lincoln - ovest
- Contea di Tillamook - nord-ovest

## Storia
La contea fu fondata nel 1845 e fu chiamata così in onore del presidente James Knox Polk.

## Comuni

### Cities
- Dallas (capoluogo)
- Falls City
- Independence
- Monmouth
- West Salem
- Willamina

### Census-designated places
- Eola
- Fort Hill
- Grand Ronde
- Rickreall